# Biserica evanghelică din Dumitrița

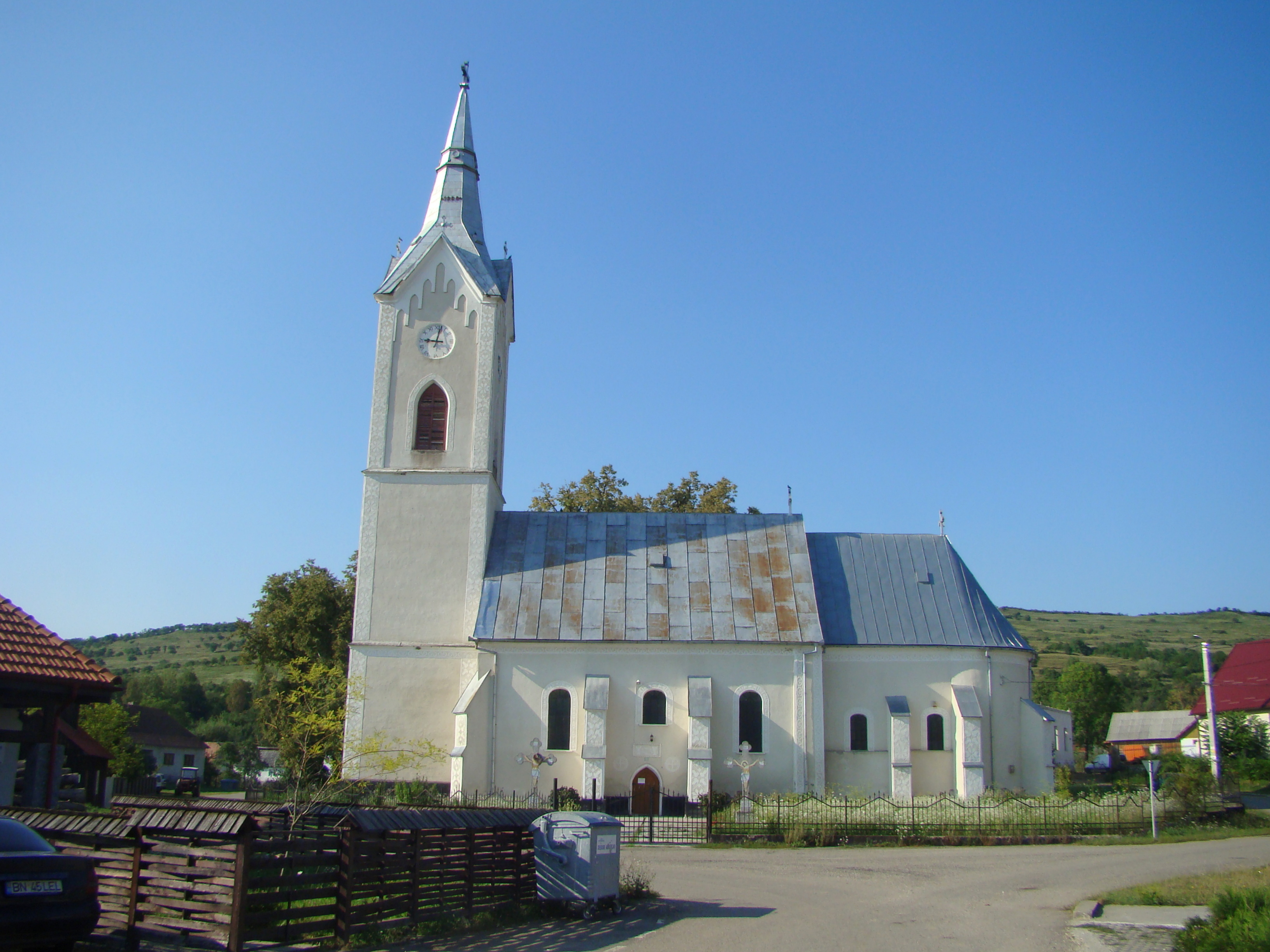
Biserica evanghelică din Dumitrița, comuna Dumitrița, județul Bistrița-Năsăud, foto: august 2018.

Biserica evanghelică din Dumitrița este un monument istoric aflat pe teritoriul satului Dumitrița, comuna Dumitrița. În Repertoriul Arheologic Național, monumentul apare cu codul 32919.02.

## Localitatea
Dumitrița (germană Waltersdorf,maghiară Kisdemeter) este satul de reședință al comunei cu același nume din județul Bistrița-Năsăud, Transilvania, România.

## Biserica
Biserica luterană a fost construită în stil gotic în secolul al XV-lea și renovată în secolul al XIX-lea (1870), renovare căreia i se datorează înfățișarea actuală. Urmele unei curtine se disting încă la suprafața terenului. Este posibilă și prezența în pământ a fundațiilor unui turn de curtină către nord-est. Biserica a dispus de o orgă construită în 1831 de Johann Graef, distrusă în anul 1945.
După exodul sașilor transilvăneni, biserica a fost cumpărată de comunitatea ortodoxă, modificată la interior conform cerințelor cultului ortodox și a primit hramul „Sfinții Apostoli Petru și Pavel”. A fost sfințită ca lăcaș de cult ortodox în anul 2007.

## Imagini din exterior

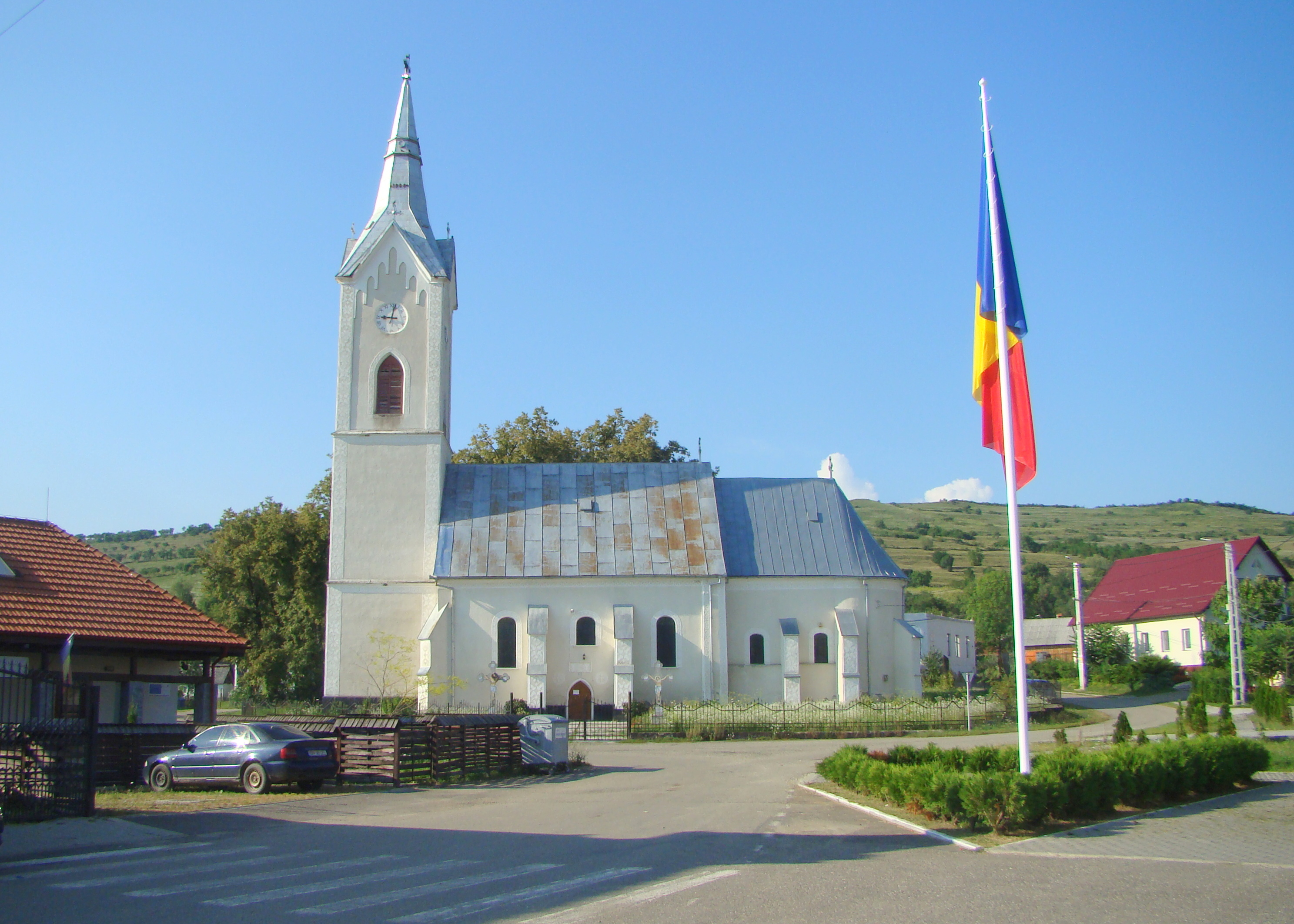
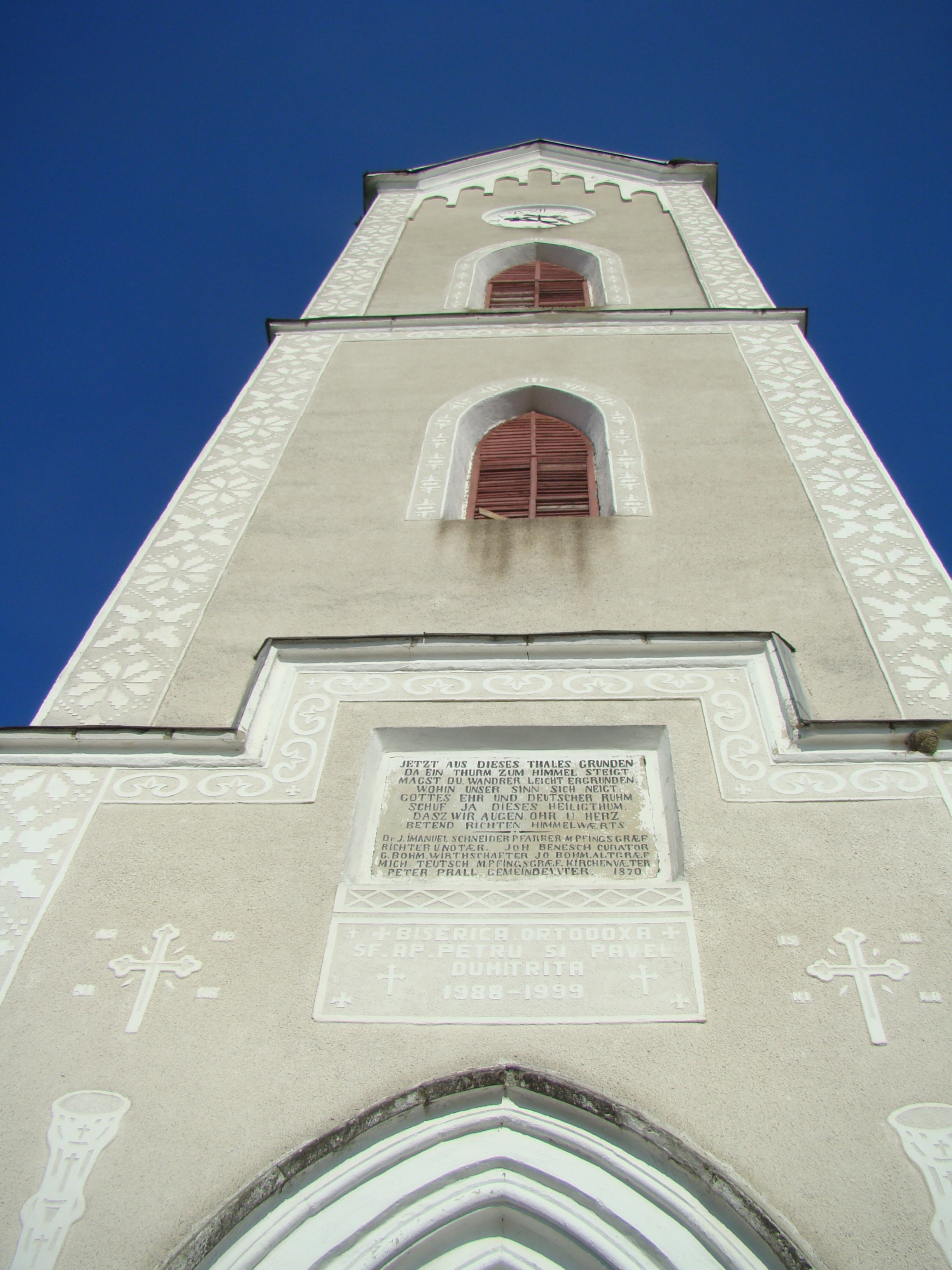
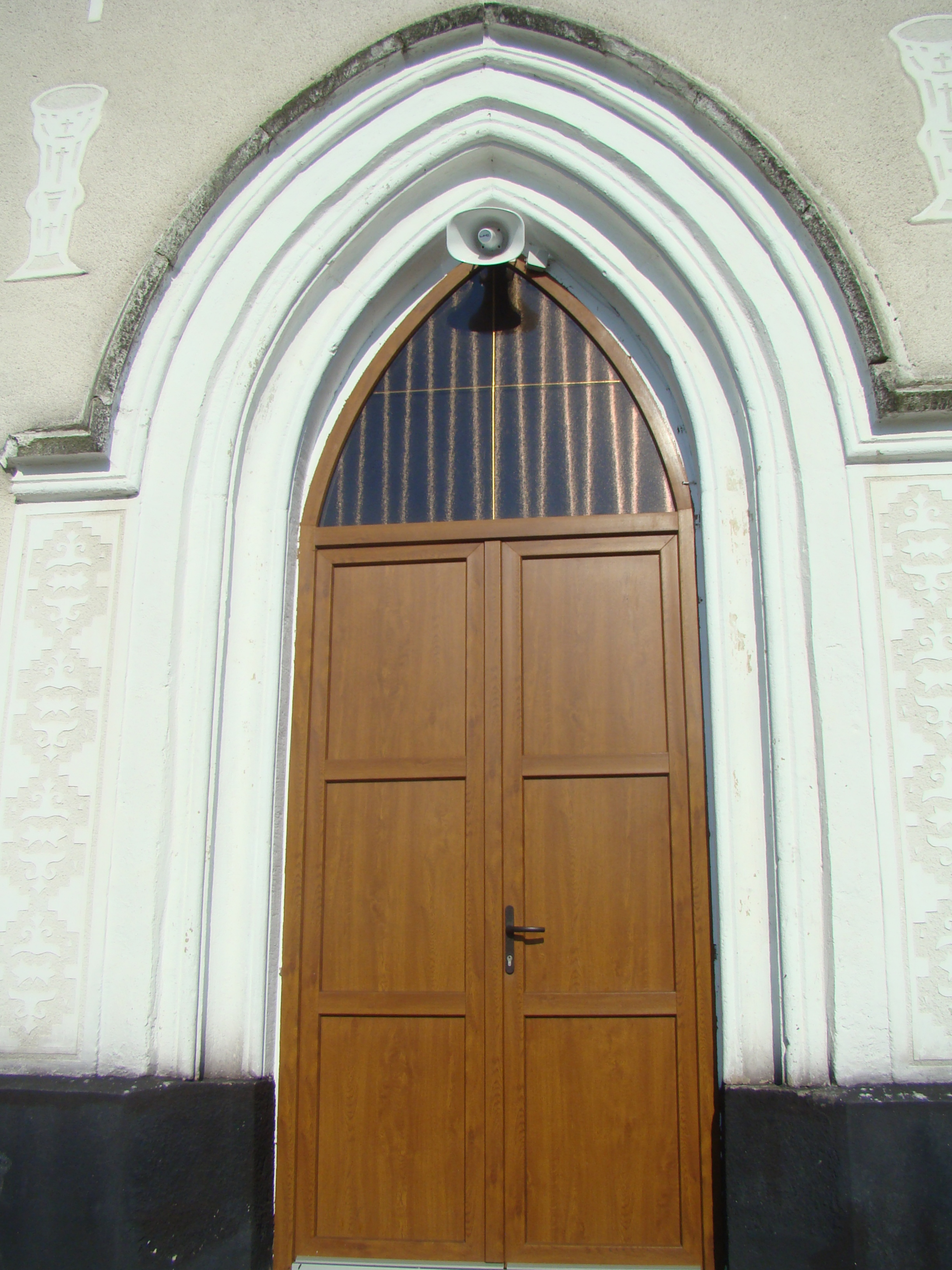
Portalul gotic în arc frânt al faţadei vestice
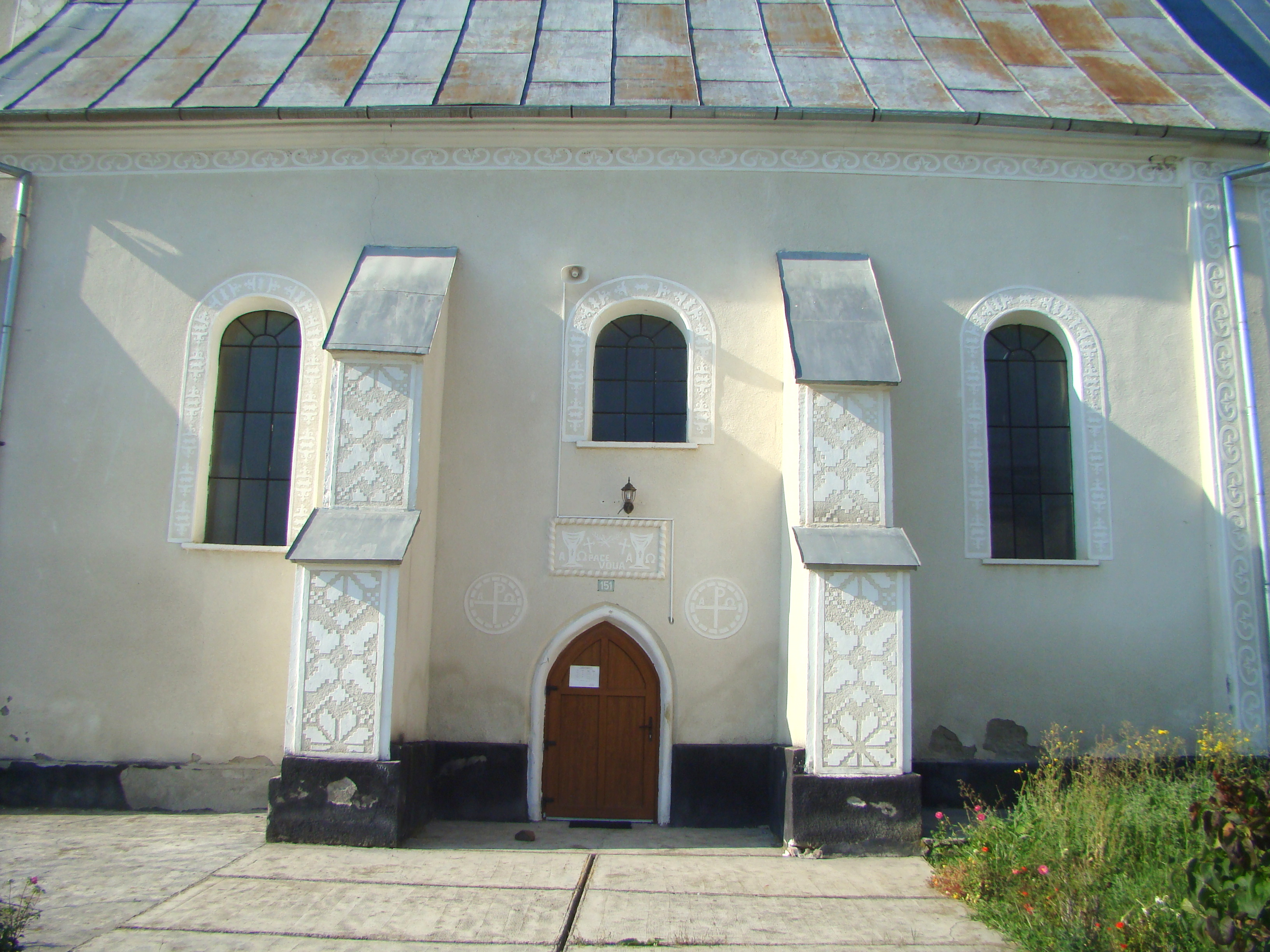
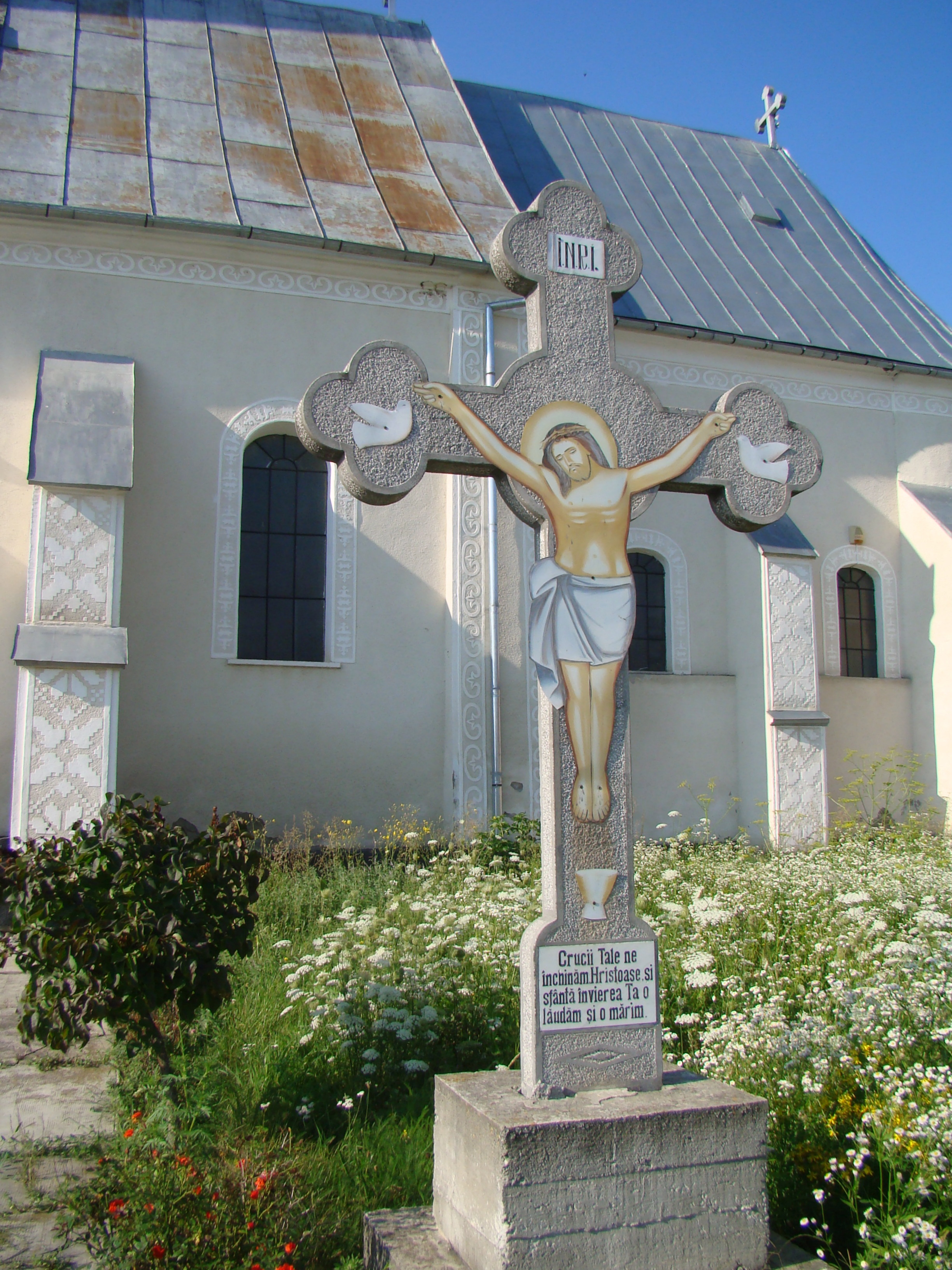
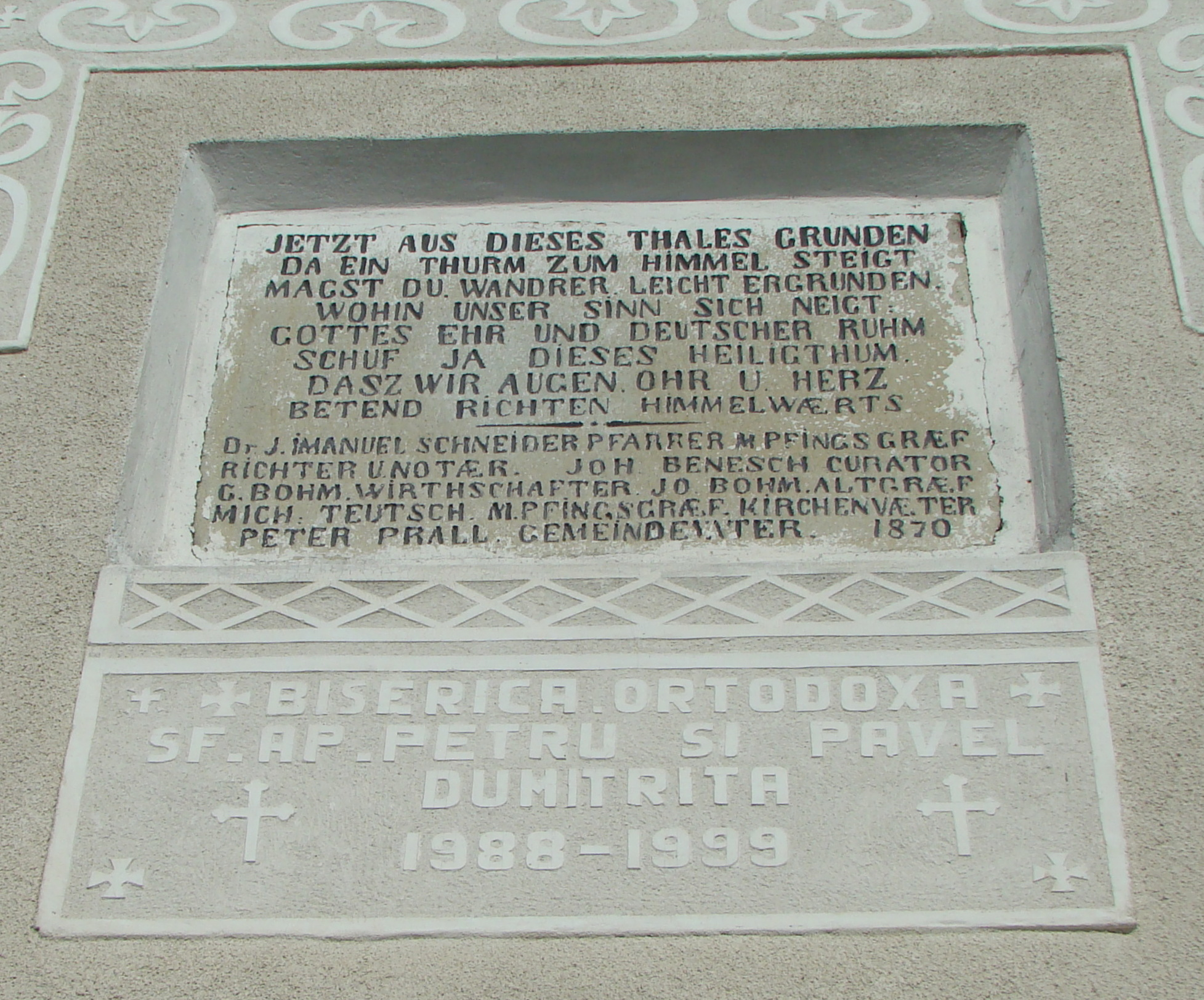
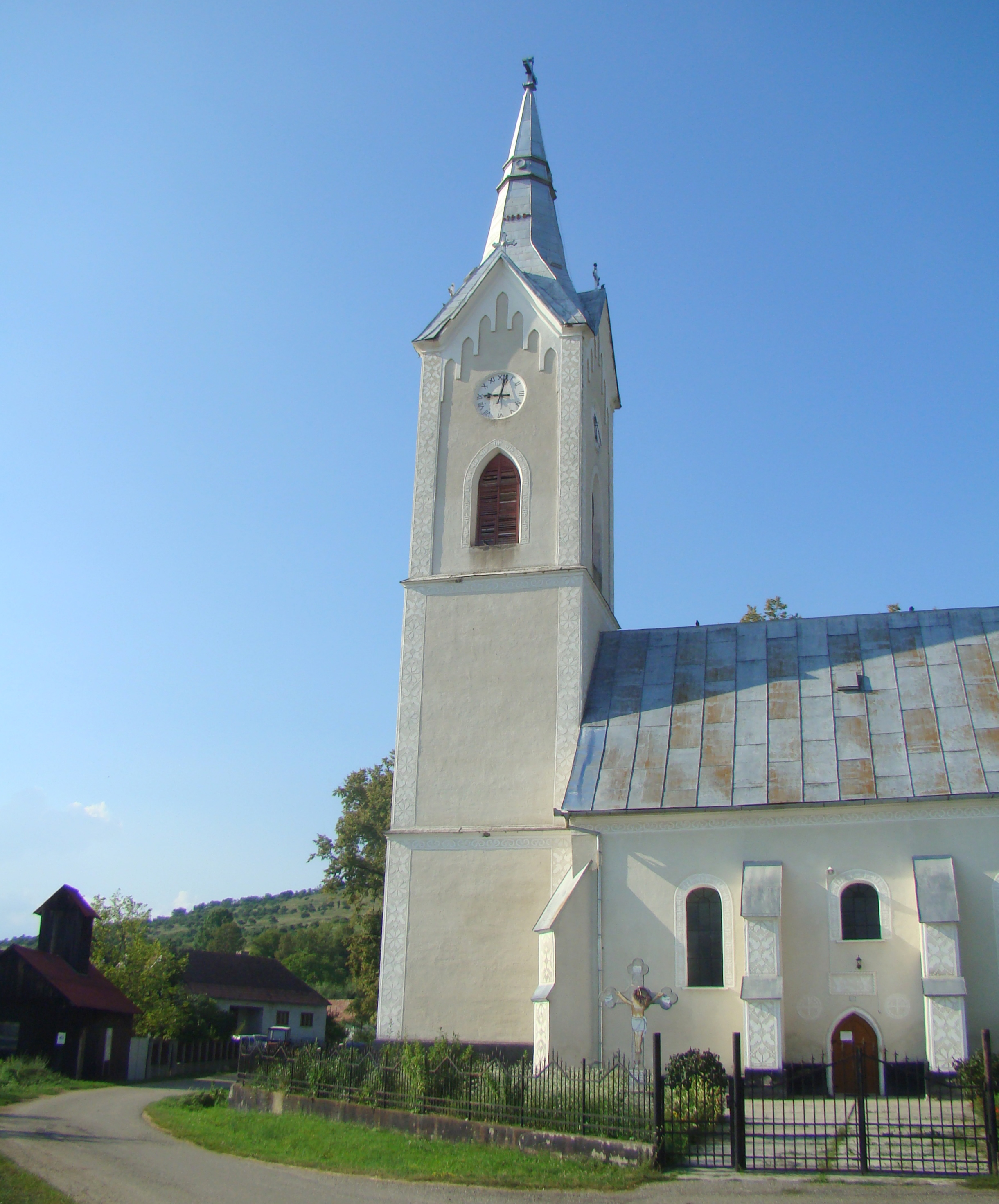